# Rascafría
Rascafría es un municipio y localidad española del noroeste de la Comunidad de Madrid. Ubicado en el valle del Lozoya, cuenta con una población de 1707 habitantes (INE 2024) y se encuentra a una altitud de 1200 m sobre el nivel del mar. La localidad conserva una arquitectura popular propia de la sierra de Guadarrama, y dentro de su término municipal se hallan el parque natural de Peñalara y el arboreto Giner de los Ríos. Entre sus monumentos destaca el monasterio de El Paular.

## Toponimia
El nombre Rascafría podría derivar de 'rocas frías', en referencia a las nieves de Peñalara, visibles desde el pueblo. Otros lo atribuyen a "carrasca fría", en alusión a las encinas existentes en la zona.

## Geografía
Rascafría junto con su anejo y el coliseo en Oteruelo del Valle, Alameda del Valle y Pinilla del Valle, se encuentra enclavado en el Valle Alto del Lozoya, en la parte noroccidental de la Comunidad de Madrid, en la sierra de Guadarrama, en un paraje de extraordinaria belleza. El valle es amplio y despejado, situado a unos 1100 metros de altitud y delimitado por dos cadenas montañosas. La septentrional, divisoria entre Madrid y Segovia, en la margen izquierda del río Lozoya, se extiende desde Cotos al Portachuelo de Navarredonda, con altitudes que oscilan entre 1800 y 2200 m y sus cumbres nevadas gran parte del año. Los pasos a la provincia de Segovia se producen por los puertos de Cotos (1830 m), El Reventón (2078 m), Malagosto y Navafría (1778 m). 

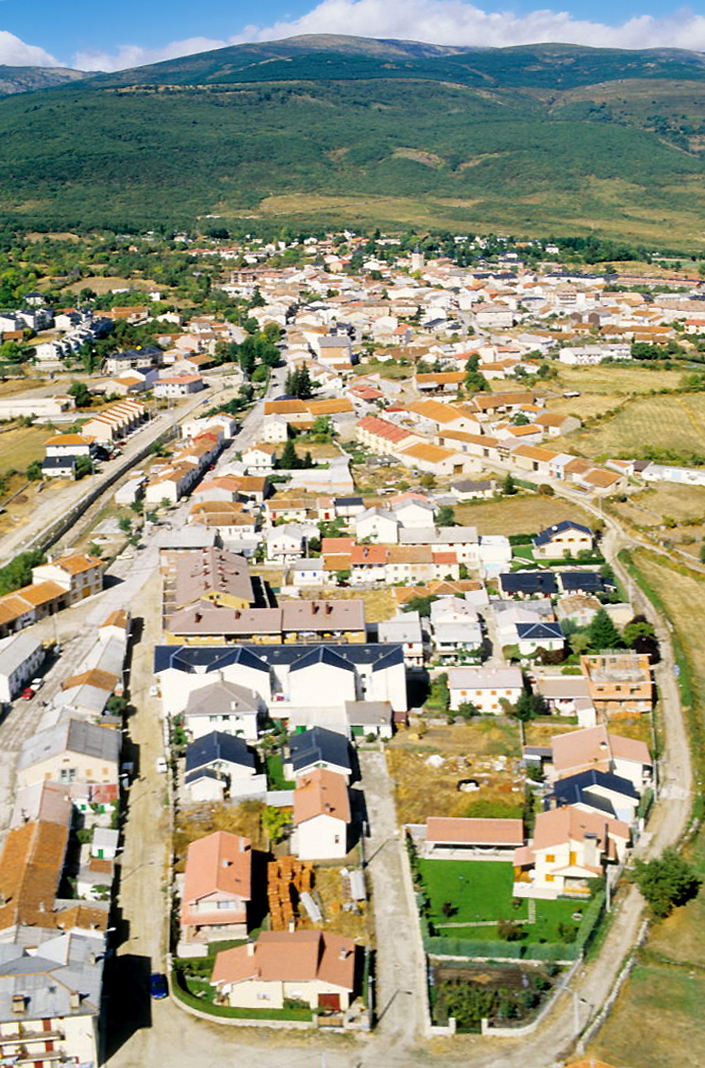
Vista aérea del casco urbano

Todos los pueblos del Valle Alto se encuentran situados en la margen izquierda del río, en la ladera orientada al sur. El término municipal de Rascafría, con 150,30 km², es el de mayor extensión de la zona y comprende dos núcleos de población, Rascafría, que es la cabecera municipal, y Oteruelo del Valle. El monasterio de Santa María de El Paular está emplazado a dos kilómetros del casco de Rascafría. Es también el municipio más occidental del valle, ocupando su cabecera. 
Su límite sur discurre por la Cuerda Larga, en donde se elevan las cumbres de Guarramillas, Valdemartín y la Cabezas de Hierro (2383 m). Al norte de estas cumbres nace el río de la Angostura, que más tarde toma el nombre de río Lozoya. En él vierten numerosos arroyos: por la derecha, el Aguilón, Guarramillas, el de los Cerradillos, el de los Machos y el de la Najarra, que llegan al río a través de profundas gargantas. Por la izquierda destaca el arroyo de la Umbría que, procedente de Peñalara (2430 m), recoge las aguas de los arroyos de la Pedriza, el Berzal, el de los Pájaros, y el arroyo del Artiñuelo, que bordea el pueblo. 
A los numerosos arroyos y torrenteras hay que añadir las lagunas glaciares de Peñalara, en el parque natural de Peñalara.
El territorio, de alto valor paisajístico, se encuentra poblado de espesos bosques de robles y pinares que alternan con prados. Entre estos parajes naturales se destaca la peña Cueva de la Mora, situada en el arroyo de las Cocinillas, que constituye un lugar interesante y pintoresco. La fauna es rica y variada.
| Noroeste: Basardilla y Santo Domingo de Pirón (Segovia)                                           | Norte: Alameda del Valle y Santo Domingo de Pirón (Segovia) | Noreste: Alameda del Valle                                  |
| Oeste: Trescasas, Torrecaballeros, Sonsoto, Cabanillas del Monte y Palazuelos de Eresma (Segovia) |                                                             | Este: Alameda del Valle, Canencia y Miraflores de la Sierra |
| Suroeste: Manzanares el Real y Real Sitio de San Ildefonso (Segovia)                              | Sur: Soto del Real y Manzanares el Real                     | Sureste: Miraflores de la Sierra y Soto del Real            |

### Clima
Rascafría posee un clima mediterráneo continentalizado de montaña con inviernos fríos y veranos templados. Según la clasificación climática de Köppen se clasifica como de tipo Cfa. La precipitación anual total ronda los 600 mm, mayores que en el resto de la Comunidad de Madrid y, gracias a ello, disfruta de una rica vegetación.
Durante el transcurso del año, la temperatura generalmente varía de -2 °C a 28 °C y rara vez baja a menos de -10 °C o sube a más de 30 °C.

## Historia
El origen del pueblo se remonta a la Edad Media y se encuentra ligado a la repoblación de la sierra llevada a cabo por cuadrillas segovianas. El valle era un territorio vacío que fue anexionado por el Concejo de Segovia, con el beneplácito del rey, mediante el sistema de carta pueblas y ordenanzas. Estos documentos obligaban a todos los que adquirieran tierras en el Valle a construir una casa y a tener caballo propio. El Valle pasará a formar parte del Sexmo de Lozoya como unidad administrativa de la Comunidad de Ciudad y Tierra de Segovia. 

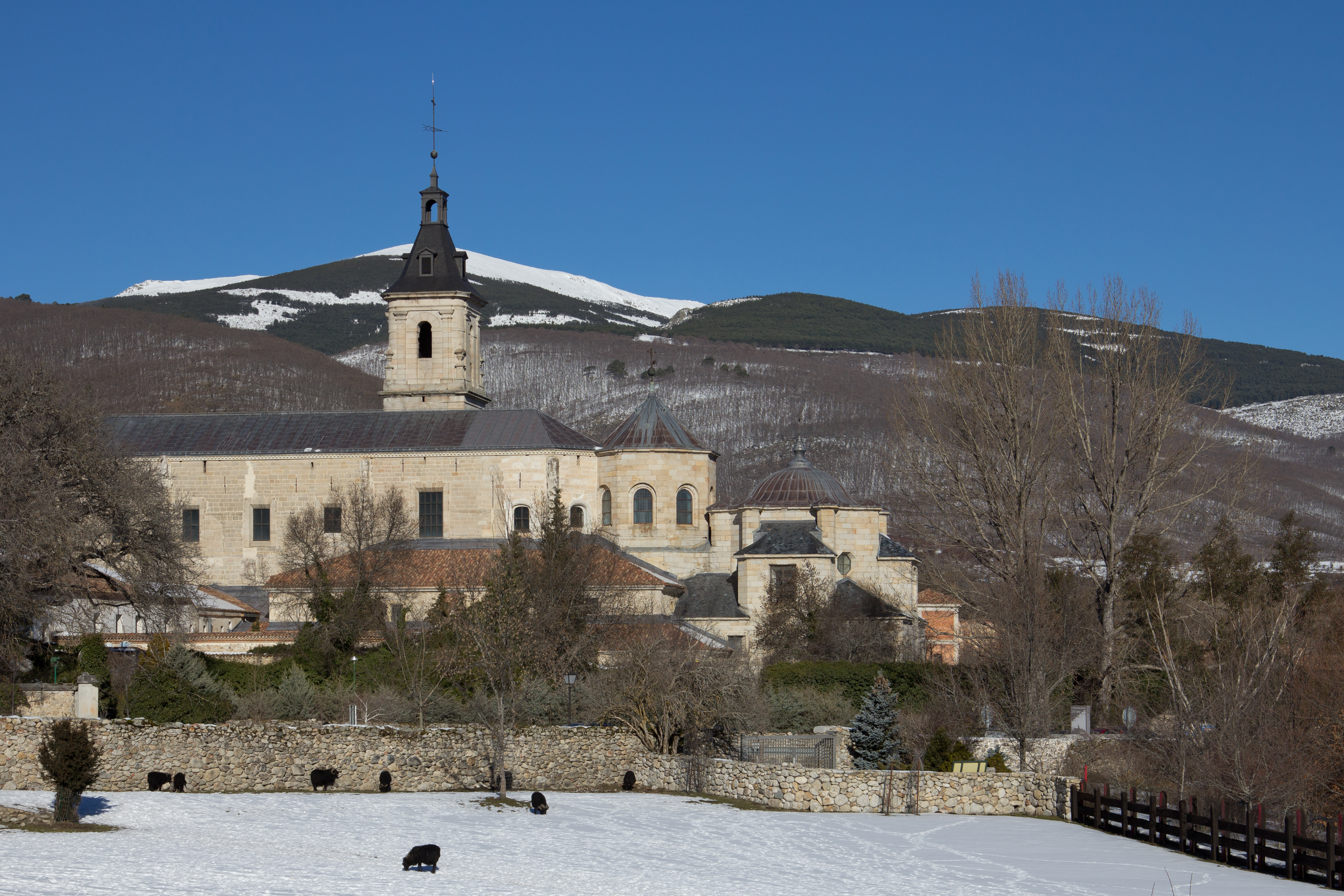
Monasterio de El Paular

En el siglo XIV se fundó la cartuja de El Paular, al pie del macizo de Peñalara, entre bosques de pinos y robles, siendo la cartuja más antigua de Castilla. Antiguos palacios y pabellones de caza de Juan I, así como las tierras que los rodeaban y distintas rentas fueron donados a la Orden Cartuja. La nueva comunidad se constituyó en 1391, pero las obras no se acabaron hasta el siglo XV. En estos años la cartuja había acumulado nuevas propiedades y privilegios. A partir de la fundación de la cartuja toda la historia del Valle y en especial la de Rascafría, estuvo vinculada a la historia del cenobio. 
Rascafría era un lugar de realengo, perteneciente a la Comunidad de Ciudad y Tierra de Segovia, a cuya jurisdicción estaba sujeta, pero se tienen muy pocos datos del municipio en los siglos XVI y XVII. Los únicos edificios singulares conservados de esta época son la iglesia parroquial de San Andrés y La Casona, complejo residencial con huerta y jardín. 
En 1751, Rascafría estaba habitada por 206 vecinos. Su economía estaba centrada en la ganadería, fundamentalmente lanar. Los numerosos prados se complementaban con algunos cultivos de regadío, frutales y algo de trigo, centeno y lino. Pero los graves daños ocasionados a los cultivos por los animales del cazadero de los Reales Bosques de Valsaín empobrecieron a los habitantes que poco a poco se fueron dedicando al negocio de la madera, transportando a la Corte los productos de la tala. La villa poseía dos molinos harineros, una taberna, una carnicería, un mesón y un hospital para transeúntes. 

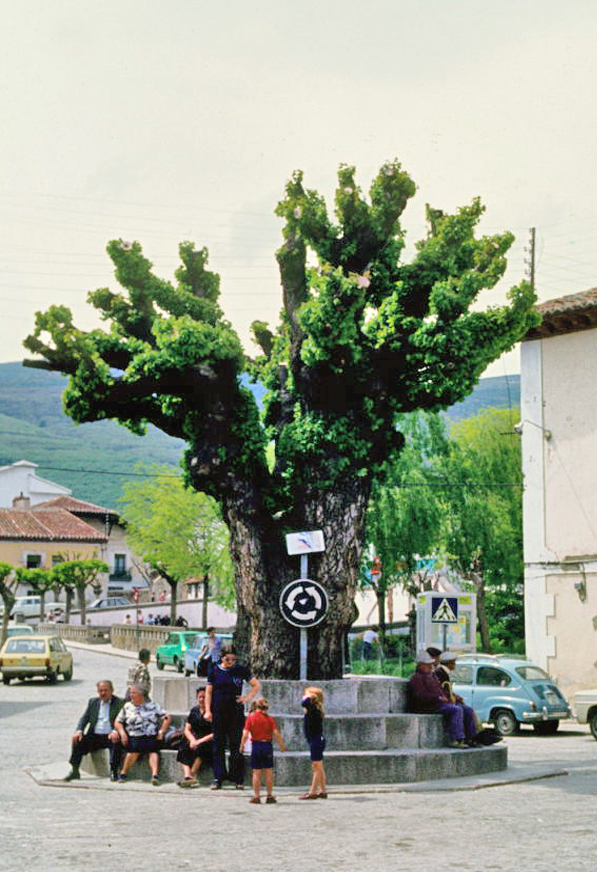
Gente reunida junto al olmo en 1978

Tras la reestructuración provincial realizada en 1833, Rascafría pasó a formar parte de la provincia de Madrid. A lo largo del siglo la población aumentó ligeramente, alcanzándose los 260 vecinos y 1040 habitantes, en 1888. La economía seguía basándose en la ganadería, pero a finales de la centuria se había producido un cierto desarrollo industrial. Funcionaban una fábrica de papel con 30 o 40 operarios, una fábrica de vidrio, tres molinos harineros y varias serrerías, la más importante de éstas era la Sociedad Belga de los Pinares de El Paular, fundada en 1840. También en ese siglo se empezó a renovar la arquitectura local, al sustituirse algunos edificios agropecuarios tradicionales por nuevas construcciones de carácter más urbano. 
En el siglo XX la población permaneció prácticamente estable (en torno a los 1100 habitantes), aunque con algunas oscilaciones en las distintas décadas. En 1975 se anexionó a Rascafría el núcleo de Oteruelo del Valle.

## Demografía
Cuenta con una población de 1707 habitantes (INE 2024).
| Gráfica de evolución demográfica de Rascafría entre 1842 y 2021 |
| |
| Población de derecho según los censos de población del INE Población de hecho según los censos de población del INEEntre el censo de 1981 y el anterior, crece el término del municipio porque incorpora a 28103 (Oteruelo del Valle) |

En 1828 tenía 400 habitantes según el Diccionario geográfico-estadístico de España y Portugal de Sebastián Miñano.
| Los Grifos | Oteruelo del Valle | Rascafría |
| ---------- | ------------------ | --------- |
| 54         | 128                | 1562      |

## Economía
A las actividades económicas tradicionales por excelencia, ganadería y explotación maderera, se ha unido en los últimos años el turismo, que absorbe una parte muy importante del mercado de trabajo, tanto en verano, como en invierno, debido a su cercanía con la estación de esquí de Valdesquí.
Rascafría se ha convertido en un pueblo turístico, actividad ésta que junto a la ganadería y explotaciones forestales constituyen hoy su principal fuente de ingresos.

## Administración y política
Desde las últimas elecciones municipales celebradas el 26 de mayo de 2019, la corporación municipal de Rascafría está formada por 9 concejales con la siguiente distribución:
| Partido político                              | 2023  | 2023  | 2023       | 2019  | 2019  | 2019       |
| Partido político                              | %     | Votos | Concejales | %     | Votos | Concejales |
| Vox                                           | 31,26 | 298   | 3          | —     | —     | —          |
| Candidatura Vecinal Rascafría-Oteruelo (CVRO) | 14,90 | 142   | 1          | 30,88 | 286   | 2          |
| Partido Popular (PP)                          | 19,30 | 184   | 2          | 30,45 | 282   | 3          |
| Partido Socialista Obrero Español (PSOE)      | 18,50 | 173   | 2          | 12,09 | 112   | 1          |
| Socialistas de Rascafría y Oteruelo (SRO)     | 9,23  | 88    | 1          | 22,57 | 209   | 2          |

## Servicios

### Educación
En Rascafría hay una guardería pública y un colegio público de educación infantil y primaria.

### Transporte

#### Carreteras
- Desde la A-1 (Nacional-1, Madrid-Burgos) tomar el desvío de la carretera comarcal M-604 (situado entre las localidades de Lozoyuela y Buitrago del Lozoya), Lozoyuela-Rascafría.
- Desde el sur de Madrid, tomar la M-50 hasta la A-6 (La Coruña) y desde Collado Villalba subir el puerto de Navacerrada, desviándose a la derecha a lo alto del pueblo de Navacerrada bajando el puerto de Cotos.
- Desde Colmenar Viejo, ir hasta Miraflores de la Sierra y atravesar el puerto de la Morcuera.

#### Autobús
| Línea | Recorrido                                   | Operador                  |
| ----- | ------------------------------------------- | ------------------------- |
| 194   | Madrid (Plaza de Castilla) – Rascafría      | ALSA                      |
| 194A  | Buitrago del Lozoya - Lozoyuela - Rascafría | ALSA                      |
| 819   | Rascafría - Cotos                           | ALSA                      |
| 692   | Los Molinos - Cercedilla - Valdesquí        | Avanza Movilidad Integral |

#### Ferrocarril
Línea de Cercanías C9 (Cercedilla-Puerto de Cotos). Estación de Cotos, a unos 16 km de Rascafría.

## Cultura

### Patrimonio

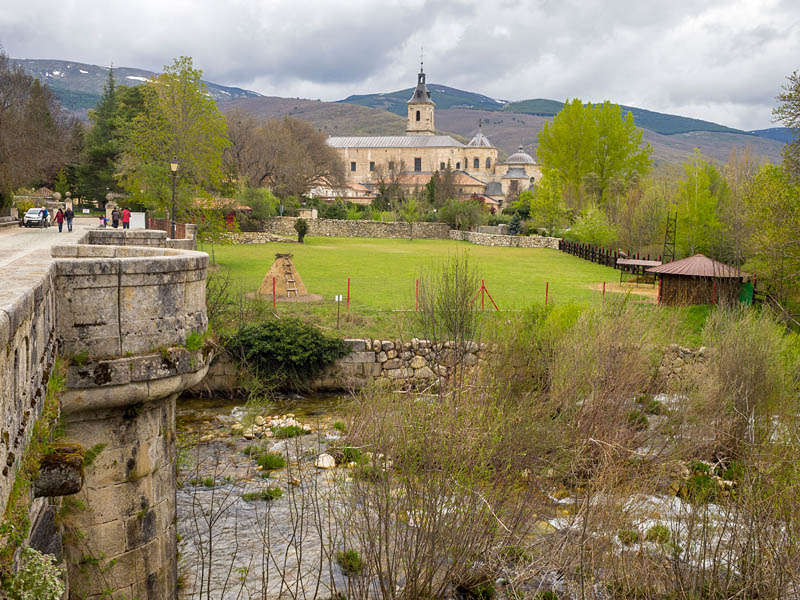
Monasterio de El Paular y puente del Perdón sobre el río Lozoya

Además de numerosas dependencias agropecuarias y de viviendas rurales dispersas por el casco urbano, producto de las tipologías arquitectónicas tradicionales en la zona, hay que destacar distintos edificios y conjuntos de interés. 
- Ayuntamiento: De principios del siglo XX, fue rehabilitado en 1984. Es una Casa Consistorial de estilo neomudéjar, situada en la plaza de la Villa.
- Antigua Casa de Postas: Está situada en la plaza de la Villa, construida en 1726 según reza en el dintel de una de sus ventanas. En la actualidad es un taller de artesanía.

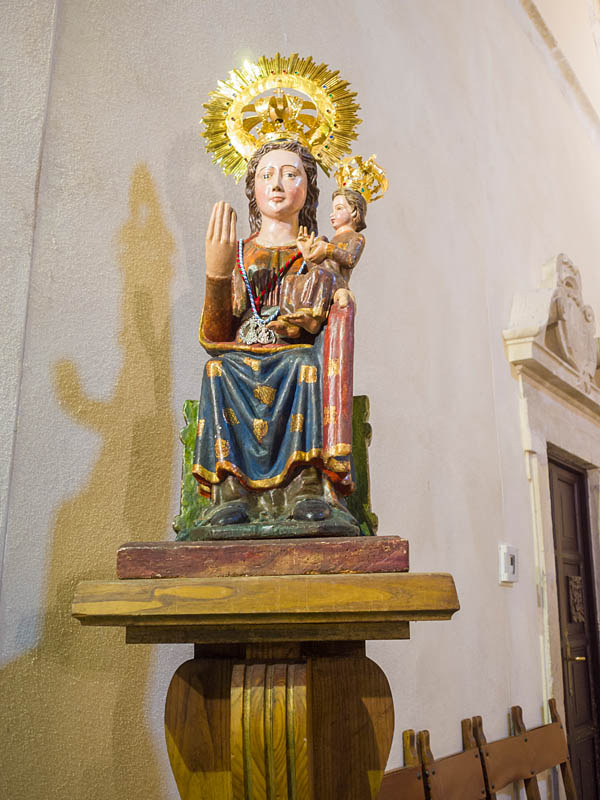
Virgen con niño de estilo románico en la iglesia de San Andrés Apóstol

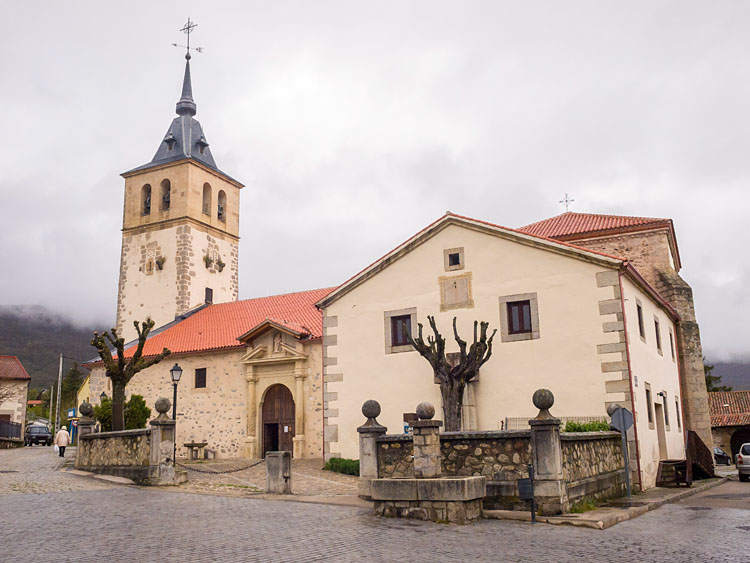
Iglesia de San Andrés Apóstol

- Iglesia parroquial de San Andrés Apóstol: Es del siglo XV, con restauraciones en 1950-1952 y 1987-1988. Se encuentra ubicada en el extremo norte del casco y conserva algunas bóvedas góticas y artesonado del siglo XVI en su nave central. Su púlpito es plateresco y conserva varias esculturas procedentes El Paular, como un San Miguel Arcángel del siglo XVIII, obra de Luis Salvador Carmona. Su torre mide 22,25 metros, fue construida en 1561. Su chapitel fue impactado por un obús durante la Guerra Civil. Las campanas se perdieron también durante la contienda, las actuales fueron fabricadas con los metales de dos aviones que estrellaron, uno en 1955 cerca del puerto de Malagosto, otro un año más tarde en el de la Morcuera.
- La Casona: Del siglo XIV, se encuentra cerca de la iglesia. Fue levantada en la época de construcción de El Paular y primero fue Lazareto o Antiguo Hospital. Es un conjunto de edificios de dos plantas, huerta y jardín.

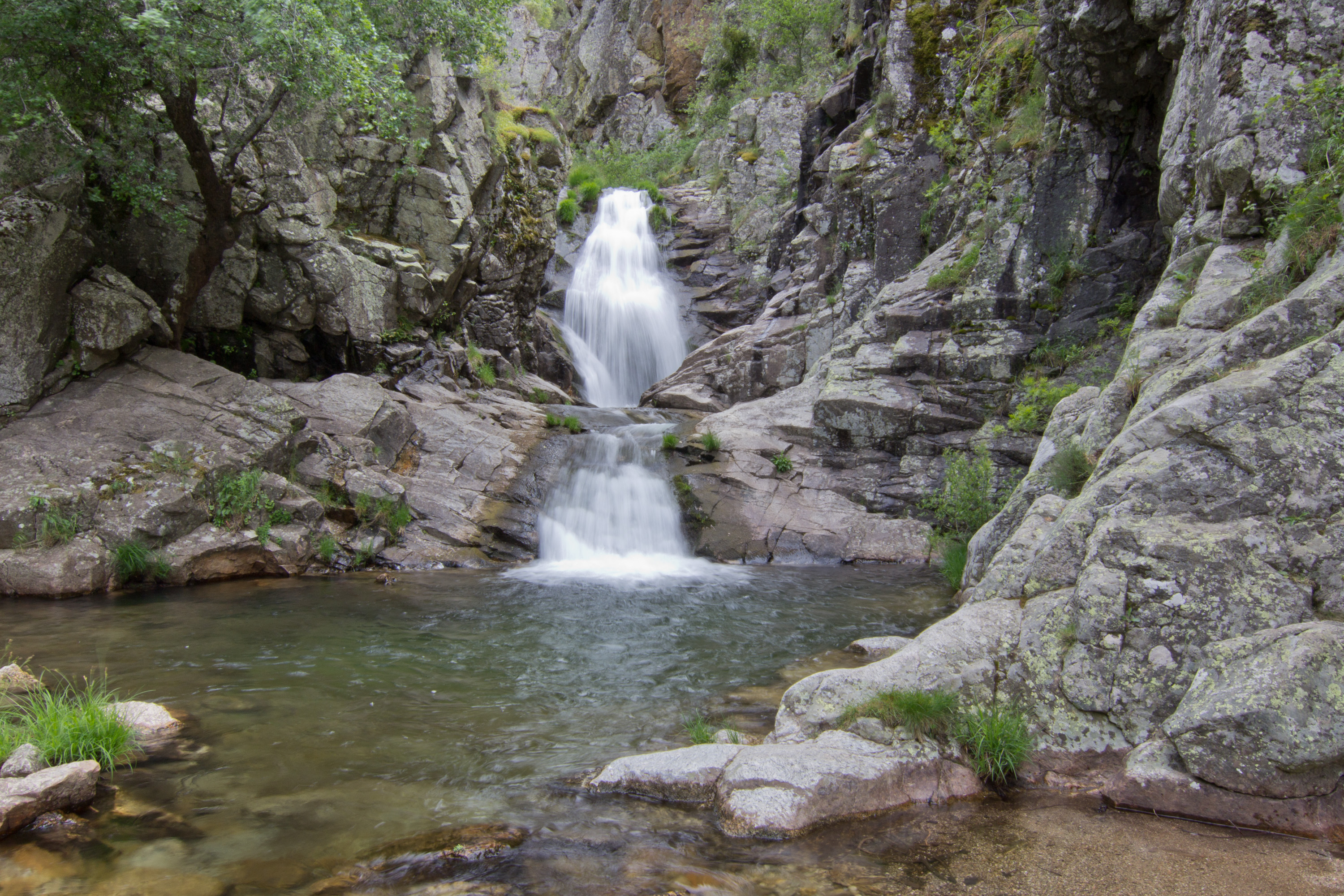
Cascadas del Purgatorio

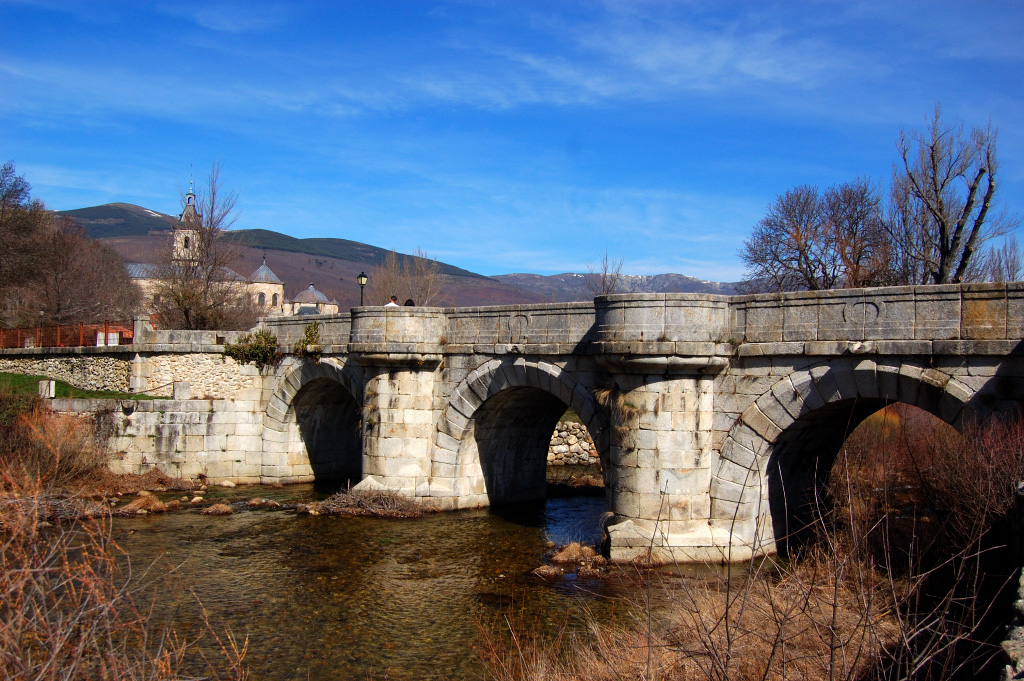
Puente del Perdón

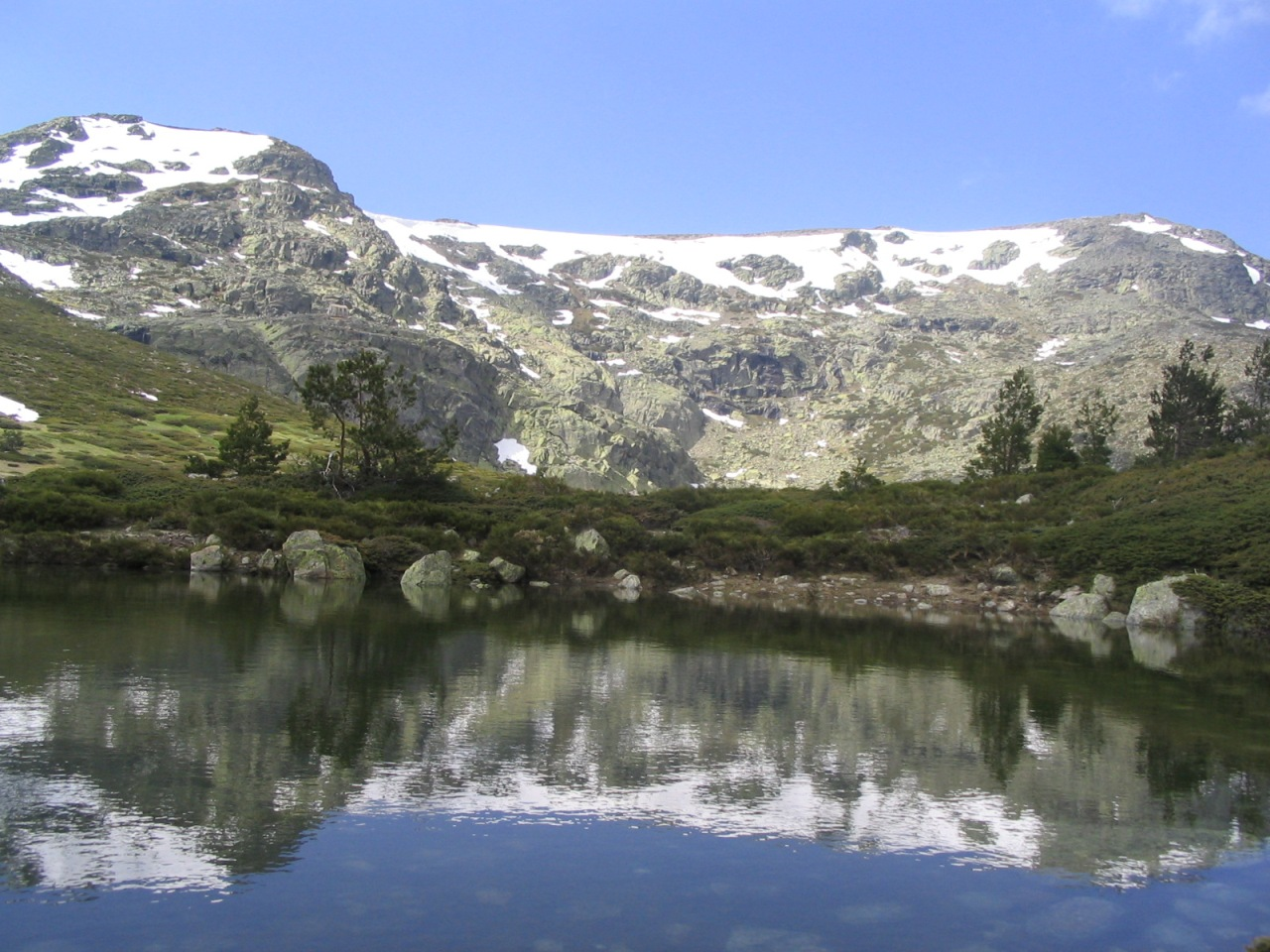
Cima de la Hermana Mayor (2285 msnm), circo y cima de Peñalara con su reflejo en una pequeña laguna de origen glaciar

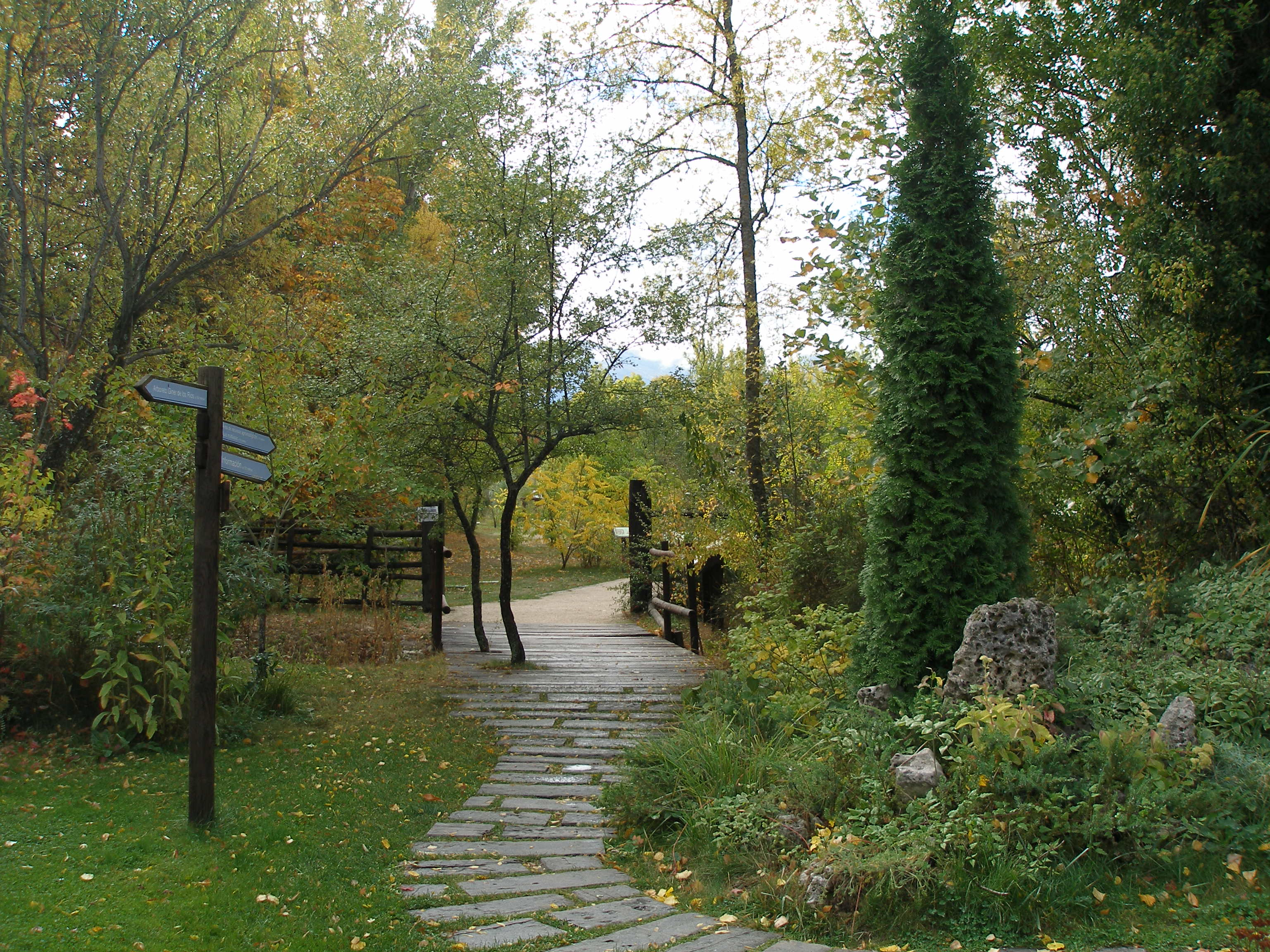
Centro de educación ambiental Puente del Perdón

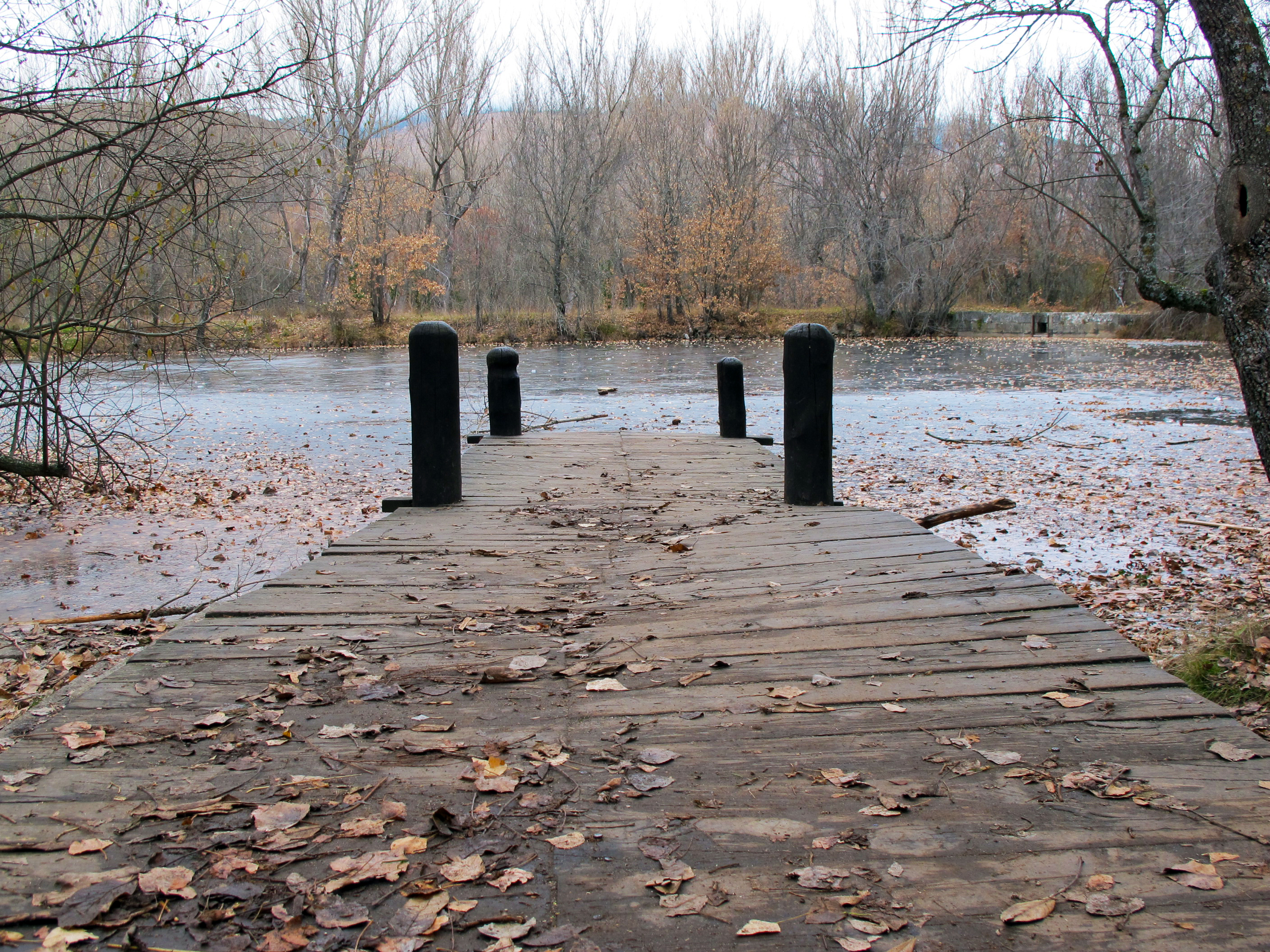
Bosque de Finlandia

- Monasterio de Santa María de El Paular: se empezó a construir en 1390, siendo la primera cartuja del Reino de Castilla, y así permaneció durante 450 años. Actualmente, desde 1954, es una abadía benedictina. Es una joya de innegable valor, con distintos estilos como el gótico y el barroco. Es posible visitarlo.
- Puente del Perdón: fue construido por los monjes para sustituir uno de madera y facilitar el acceso a la fábrica de papel. El puente está frente al Monasterio de El Paular y lleva este nombre porque los reos podían apelar su sentencia por última vez y ver conmutada su condena si el tribunal lo consideraba de Justicia.
- Bosque de Finlandia: es un pequeño parque al que se llega muy fácilmente desde el Puente del Perdón. Se compone de abetos, chopos, abedules y otras especies arbóreas propias de los parajes del norte de Europa que jalonan un paseo que termina en un embarcadero sobre las aguas del río Lozoya, y que en este punto forman una represa. Junto a él se encuentra una caseta de madera que, en su día, se utilizó como sauna, uno de los símbolos finlandeses.
- Arboreto Giner de los Ríos: dispone de una representación de árboles y arbustos de bosques planocadicifolios con más de 200 especies, separados según las áreas de procedencia, de Asia, Europa, Norteamérica y Suramérica.
- Serrerías Belgas: pertenecientes a la Sociedad Belga de Pinares de El Paular, fueron fundadas en 1840.[6] Constan de una finca de 2054 hectáreas de las que 2000 son forestales, hasta 1688 perteneció a la Comunidad de Ciudad y Tierra de Segovia pasando después a ser propiedad del Real Monasterio de Santa María del Paular hasta la desamortización de 1837 en la que sale a pública subasta siendo adjudicado a una persona que cede el remate a un grupo de Belgas que realizaban un viaje por España, que después de adquirir la finca y entrar en posesión de la misma, fundan una Sociedad denominada Sociedad Civil Belga del monte de El Paular.
- Estaciones de montaña: en el término municipal de Rascafría se encuentran las estaciones de esquí de Valcotos (sólo para esquí de fondo) y Valdesquí. No muy lejos de allí se encuentra la estación de Navacerrada.
- Casa del Guarda de los batanes: es del siglo XIX y fue restaurada en 1985, está en la finca de los Batanes.
- Casa de la Madera: del siglo XVIII, junto a la Cartuja, pero fuera del recinto del Monasterio. Fue la serrería de La Cartuja.
- Parque natural de la Cumbre, Circo y Lagunas de Peñalara: el parque natural de la Cumbre, Circo y Lagunas de Peñalara es uno de los lugares más valiosos de la Comunidad de Madrid. En su interior se encuentra el pico más alto de la Región y hay especies de flora y fauna de gran valor.
- Antiguo molino de papel de los Batanes: situado junto al río Lozoya. Era propiedad de la Cartuja. Se fabricó el papel de la primera edición de El Quijote. (edición de lujo para el rey y corte)
- Molinos de Bartolo, de Briscas y del Cubo: viejos molinos harineros junto al Lozoya y al arroyo Artiñuelo. Son de los siglos siglo XVIII y XIX.
- Puente de la Reina: es del siglo XVIII y comunica el Monasterio con la antigua Casa de la Madera.
- Piscinas naturales Las Presillas: es un espacio de recreo donde se ha transformado el cauce natural del río Lozoya, mediante presas artificiales, para crear unas enormes pozas de agua de montaña ideales para el baño, cuenta además con una extensa pradera y zona de servicios.
- Las Cascadas del Purgatorio: es un conjunto de cascadas situadas a unos 6,5 km del Monasterio de El Paular, destacan dos por su gran tamaño. Pertenecen al arroyo del Aguilón, uno de los más caudalosos afluentes del río Lozoya.
- Tejo de Barondillo: es un ejemplar de tejo común de unos 2000 años, siendo así el ser vivo más viejo de la Comunidad de Madrid y de la sierra de Guadarrama. Se ubica a una altitud de 1630 metros, junto al arroyo de Barondillo o Valhondillo.

### Fiestas
- San Antonio: es una fiesta organizada, a mediados de junio, por la Hermandad de Hermanos del Santo. Hay Misa, procesión del Santo, limonada y dulzainas.
- Virgen de la Paz: se celebra en Oteruelo del Valle a finales de enero. Se organiza una misa con procesión, aperitivos y música popular.
- San Sebastián: se celebra con un almuerzo y con una vaquilla.
- Carnaval: se celebra el martes de Carnaval con una carrera de cintas a caballo, realizadas por los quintos. También hay cenas por grupos.
- San Marcos: es una celebración familiar con misa y una tradicional comida con cabrito frito y productos de la matanza.
- San Isidro Labrador: Es una fiesta, organizada por la Asociación de Ganaderos y Agricultores de Rascafría, en la que hay Misa, bailes y limonada.
- Virgen de Gracia y San Roque: son las fiestas patronales y se celebran a mediados de agosto. Se organizan pasacalles, vaquillas, competiciones deportivas, actuaciones musicales, caldereta, chocolatada y concursos infantiles.
- Virgen del Rosario: tiene lugar, a principios de octubre, en Oteruelo del Valle. Se organizan actos religiosos, aperitivos, concursos, exposiciones culturales y bailes populares.
- San Andrés: a finales de noviembre, se organiza una Misa con procesión, música y comidas populares.

### Leyendas
Rascafría es lugar de leyendas, las más populares son:
- Leyenda del Tuerto de Pirón. El Tuerto de Pirón era un bandolero que se movía en los alrededores de Rascafría. Y según los autóctonos, su escondite era el viejo Olmo de más de trescientos años que estaba situado en la Plaza Mayor de Rascafría y que, enfermo de grafiosis, cayó tras la nevada del 14 de enero de 2000. Fernando Delgado Sanz, apodado el Tuerto Pirón, robaba a los ricos, asaltaba iglesias y caminos y luego lo repartía entre los más necesitados, cometía sus fechorías por la noche y en el hueco que tenía el viejo olmo se ocultaba durante el día.

- Leyenda del Carro del Diablo. Cuando la hija del Sacristán de Segovia vende su alma al diablo a cambio de no tener que bajar todos los días a por agua, para ello el diablo debe construir un acueducto en una noche, pero cuando está transportando la última piedra para finalizar la obra, le sorprende el amanecer y queda petrificado constituyendo la roca de granito conocida por Carro del Diablo a la que se accede desde la pista de la Mata o desde el camino de las Eras.
- Leyenda de la Peña de la Mora. Cuenta que en la cueva existente junto a esa Peña, en tiempos de la reconquista, una bella mora languideció esperando a su prometido, sobre esa peña en la que cada mañana se lavaba la cara con el agua del rocío. Se dice que, escondido en algún lugar de esa cueva, continua aún hoy un enorme y precioso rubí, esperando a que llegue su joven enamorado.
- Leyenda Puente del Perdón. Para relatar la procedencia del nombre de este bello puente sobre el río Lozoya enfrente del monasterio del Paular hay que contar primero otra historia; la de los quiñoneros. En el siglo XIV el valle de Lozoya pertenecía al Concejo de Segovia. Debido a la fragosidad de su vegetación y de sus pinares además de su difícil acceso era terreno idóneo para grupos subversivos de moriscos, malhechores y maleantes que hacían sus pillerías por estas tierras. Ante esta incontrolable situación los Reyes decidieron agilizar la administración de la justicia delegando parte de sus poderes, así de esta guisa en las villas que crecieron después de la reconquista nacieron unos milicianos llamados Quiñoneros que dependían del Concejo de Segovia. Estos quiñoneros podían juzgar y administrar justicia en este territorio inmediatamente, e incluso la pena máxima, sin necesidad de consultar con la corte. Las ejecuciones se cumplían en una casa denominada Casa de la Horca, a cinco kilómetros aproximadamente del Paular, y es entonces cuando entra en juego el citado puente. Antes de partir para la casa de la Horca se les revisaba la sentencia a los reos, a los que algunos se perdonaba pero sin que estos lo supieran todavía. Se continuaba el camino y cuando llegaban al puente, a los que se les había perdonado se les dejaba sueltos, y cruzaban el río en libertad. De esta benevolencia le viene el bello nombre al no menos hermoso puente.

## En la cultura popular
El pueblo es citado y elogiado en Camino de perfección (1902), de Pío Baroja: «Después de algunas horas de andar a caballo, Ossorio se encontró en Rascafría, un pueblo que le pareció muy agradable, con arroyos espumosos que lo cruzaban por todos sitios. Luego de echar un vistazo por el pueblo tomó el camino del Paular, que pasaba entre prados florecidos llenos de margaritas amarillas y blancas y regatos cubiertos de berros que parecían islillas verdes en el agua limpia y bullidora».